# داعش لیبی
داعش لیبی با عنوان رسمی دولت اسلامی – ولایت لیبی یک گروه اسلام‌گرای شبه‌نظامی فعال در لیبی تحت سه شاخه است: ولایت فزان در جنوب صحرا، ولایت برقه در شرق و ولایت طرابلس در غرب. این شاخه‌ها در ۱۳ نوامبر ۲۰۱۴ به دنبال بیعت شبه‌نظامیان با رهبر داعش، ابوبکر بغدادی، در لیبی تشکیل شد.

## پیش زمینه

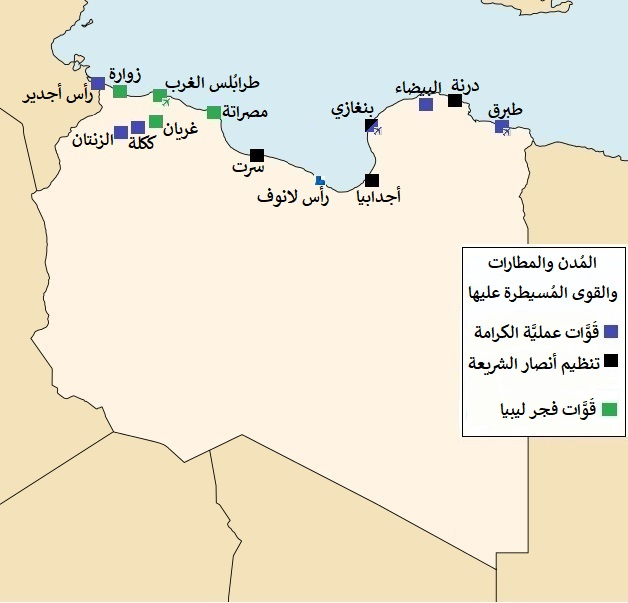
شهر‌ها و فرودگاه‌ها در خلال نبرد‌ها و نزاع‌های سال ۲۰۱۴ در لیبی

در پی جنگ داخلی لیبی ۲۰۱۱، که منجر به برکناری سرهنگ معمر قذافی و حکومتش شد، بسیاری از جنگجویان شورشی به سوریه رفتند تا در کنار گروه‌های ستیزه‌جویی که با بشار اسد و وفادارانش در جنگ داخلی سوریه می‌جنگیدند، بجنگند. در سال ۲۰۱۲، گروهی از لیبیایی‌هایی که در سوریه می‌جنگیدند تشکیل بریگاد بتار را اعلام کردند. بریگاد بتار بعدتر با داعش اعلام بیعت کرد و برایش هم در عراق و هم در سوریه جنگید.
در بهار ۲۰۱۴، تا ۳۰۰ تن از کهنه سربازان بتار به لیبی بازگشتند. آنها در درنه شورای جوانان اسلامی را تشکیل دادند که شروع به یارگیری ستیزه‌جو از میان دیگر گروه‌های محلی کرد. از جمله کسانی که پیوستند بسیاری از اعضای شاخهٔ درنهٔ انصارالشریعه بودند. در چند ماه بعد، آنها با هر کسی که در درنه با آنان مخالفت می‌کرد اعلام جنگ کرده، قضات، رهبران مدنی و دیگر مخالفان از جمله ستیزه‌جویان محلی که حاکمیتشان را نفی می‌کردند نظیر بریگاد شهدای ابوسلیم القاعده را کشتند.
در سپتامبر ۲۰۱۴ یک هیئت فرستادهٔ داعش که از سوی رهبری گروه فرستاده شده بود وارد لیبی شد. این هیئت شامل ابونبیل الانباری، از دستیاران ارشد البغدادی و از کهنه سربازان منازعهٔ عراق،ابو حبیب الجزاروی سعودی، و واعظان یمنی و سوری بود. در ۵ اکتبر ۲۰۱۴، گروه‌های ستیزه‌جوی همسو با شورای جوانان اسلامی با داعش بیعت کردند. پس از مراسم بیعت، بیش از ۶۰ وانت مملو از ستیزه‌جویان در سرتاسر شهر جولان داده و رژهٔ پیروزی برگزار کردند. در مراسم دیگری در ۳۰ اکتبر ستیزه‌جویان در میدان شهر با ابوبکر بغدادی اعلام بیعت کردند.
بغدادی با انتشار صوتی در ۱۳ نوامبر ۲۰۱۴ بیعت هوادارانش در پنج کشور از جمله لیبی را پذیرفت و بسط گروهش به آن مناطق را اعلام کرد. او اعلام سه ولایت در لیبی را نیز اعلام کرد.